# Panaete

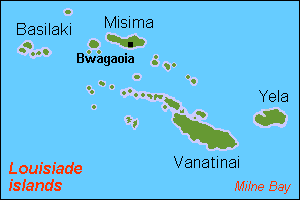
översiktskarta

Panaete eller Deboyne Island (även Panaeati, tidigare Panniet Island) är en ö bland Louisiadeöarna som tillhör Papua Nya Guinea i västra Stilla havet.

## Geografi
Panaete utgör en del av Milne Bay-provinsen och ligger cirka 150 km sydöst om Port Moresby och cirka 5 km rakt väster om huvudön Misima. Ön ligger inom revet Deboyne Lagoon. Dess geografiska koordinater är 10°40′ S och 152°22′ Ö.
Ön är av vulkaniskt ursprung och har en area om ca 30 km². Befolkningen uppgår till cirka 500 invånare spridda över små byar. Invånarna är kända för sin kanottillverkning lokalt kallad "sailau" (|1). 
Övriga öar (som ibland tillsammans kallas för Deboyne Island) inom lagunen är
- Brooker, ca 1 km²
- Nivani islets, ca 1 km²
- Panapompom, ca 7,5 km²
- Ware, ca 1,7 km²

## Historia
Louisiadeöarna beboddes troligen av polynesier sedan ca 1500 f Kr. De upptäcktes troligen redan 1606 av spanske kapten Luis Váez de Torres och utforskades 1768 av Louis Antoine de Bougainville som namngav dem efter dåvarande franske kungen Louis XV.
1942 utspelades ett större slag (Slaget om Korallhavet) nära öarna under USA:s framryckning mot Japan.